# Lo Morral (Falset)
Lo Morral és una muntanya de 689 metres que es troba al municipi de Falset, a la comarca catalana del Priorat.
Aquest cim està inclòs al llistat dels 100 cims de la FEEC